# A47 road
Die A47 road (englisch für Straße A47) ist als eine 254 km lange, großteils als Primary route ausgewiesene Straße, die (nach Abstufung des von Birmingham kommenden Abschnitts im Jahr 1986) in Nuneaton von der A444 road nach Osten abzweigt und über Leicester, Peterborough, King’s Lynn, Norwich und Great Yarmouth nach Lowestoft führt.

## Verlauf

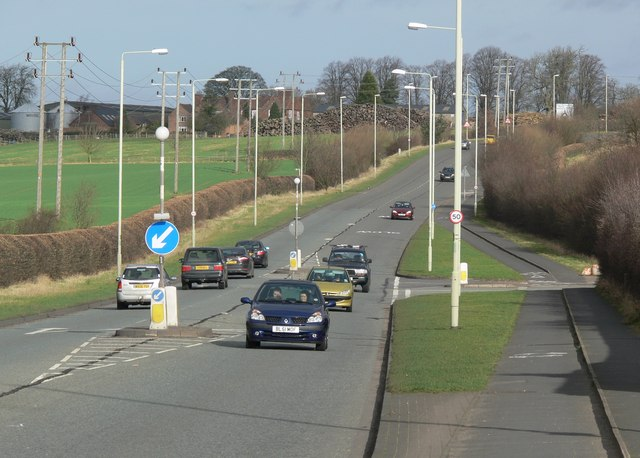
Die A47 in Hinckley (Aufnahme 2008)

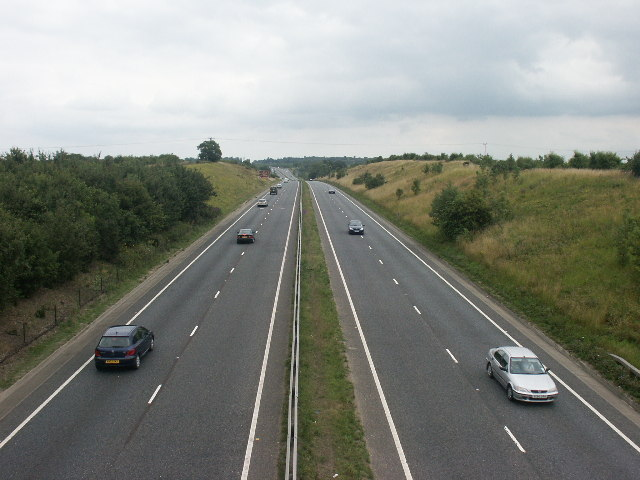
Die südliche Umfahrung von Norwich (Aufnahme 2005)

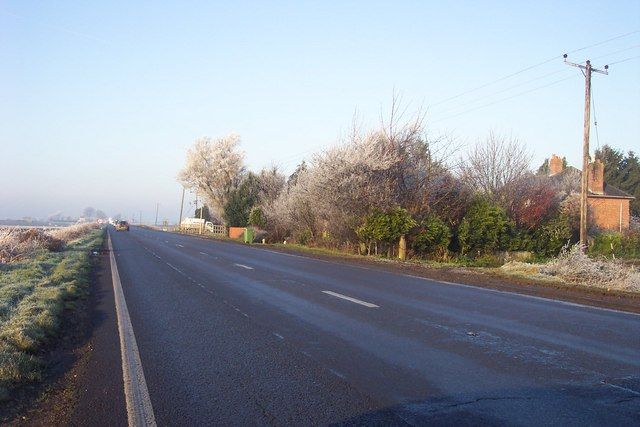
A47 westlich von Guyhirn (Aufnahme 2006)

Östlich von Nuneaton ist die Straße nur bis zu ihrer Kreuzung mit der A5 road als Primary route ausgewiesen. Sie verläuft dann parallel zum M69 motorway an Hinckley vorbei, kreuzt (kein Anschluss) den M1 motorway westlich von Leicester. An dessen östlichem Rand wird sie zur Primary route, verläuft nach Uppingham, wo die nach Oakham führende A6003 road gekreuzt wird, südwestlich von Stamford in Duddington die A43 road. In Wansford quert die A47 die als dual carriageway ausgebaute A1 road. Sie umgeht Peterborough weitgehend vierspurig im Norden und kreuzt dabei die A15 road, außerdem zweigt die A16 road nach Norden ab. Bei Thorney in den Fens schwenkt die Trasse auf die vom River Welland kommende Trasse der B1443 road ein und verläuft geradlinig bis zur Einmündung der A141 road in Ring’s End südlich von Guyhirn. Die Straße folgt weiter dem River Nene, umgeht Wisbech südöstlich und kreuzt dabei die A1101 road. Kurz vor King‘ Lynn nimmt die A47 die von Sleaford kommende A17 road, quert den Great Ouse, kreuzt die A10 road und lässt die A149 road nach Nordosten Richtung Hunstanton abzweigen. Die A47 führt weiter nach Osten über Swaffham, wo sie die A1065 road kreuzt, durchzieht Dereham und setzt sich Richtung Norwich fort, das auf einem 1992 eröffneten weiten bypass südlich vierstreifig umfahren wird; dabei werden die A11 road, die A140 road und die A148 road auf Überführungen gequert. In das Zentrum von Norwich führt von Westen die A1074 road. Östlich von Norwich zweigt die Nordumfahrung der A1270 road ab. Die A47 verläuft weiter nach Great Yarmouth an der Küste der Nordsee, biegt dort nach Süden ab und folgt seit Februar 2017 auf einem zuvor einen Abschnitt der A12 road bildenden Teilstück der Küste bis nach Lowestoft, der am weitesten östlich gelegenen Stadt der Britischen Inseln, wo sie in die A12 übergeht.